# Gregory Kunde
Gregory Kunde (Kankakee, Illinois, 24 de febrer de 1954) és un tenor estatunidenc.
Ha desenvolupat la seva carrera en els principals teatres d'òpera del món de ciutats com Londres, Milà, Venècia o Roma, entre d'altres. És dels pocs cantants que, simultàniament, ha cantat els rols d'Otello de les versions de Verdi i Rossini tot esdevenint tota una referència en els papers dramàtics. L'han dirigit mestres com Antonio Pappano, Zubin Mehta o Valeri Guérguiev.
Ha actuat diverses temporades al Gran Teatre del Liceu. La temporada 2014/15 va rebre el premi especial del jurat amb els guardons de la crítica dels Amics del Liceu pel doble èxit de Norma al Liceu i Otello al Festival de Peralada.